# Takase Kazuna
Kazuna Takase (sinh ngày 6 tháng 8 năm 1999) là một cầu thủ bóng đá người Nhật Bản.

## Sự nghiệp câu lạc bộ
Kazuna Takase đã từng chơi cho FC Tokyo.